# Flight of Fear
Flight of Fear ist der Name zweier Dunkelachterbahnen in den US-amerikanischen Freizeitparks Kings Island (Mason, Ohio) und Kings Dominion (Doswell, Virginia). Beide wurden 1996 als Outer Limits: Flight of Fear eröffnet und waren nach der Fernsehserie Outer Limits – Die unbekannte Dimension thematisiert. Als die Lizenzen ausliefen, wurden sie 2001 in Flight of Fear umbenannt und entsprechend umthematisiert.

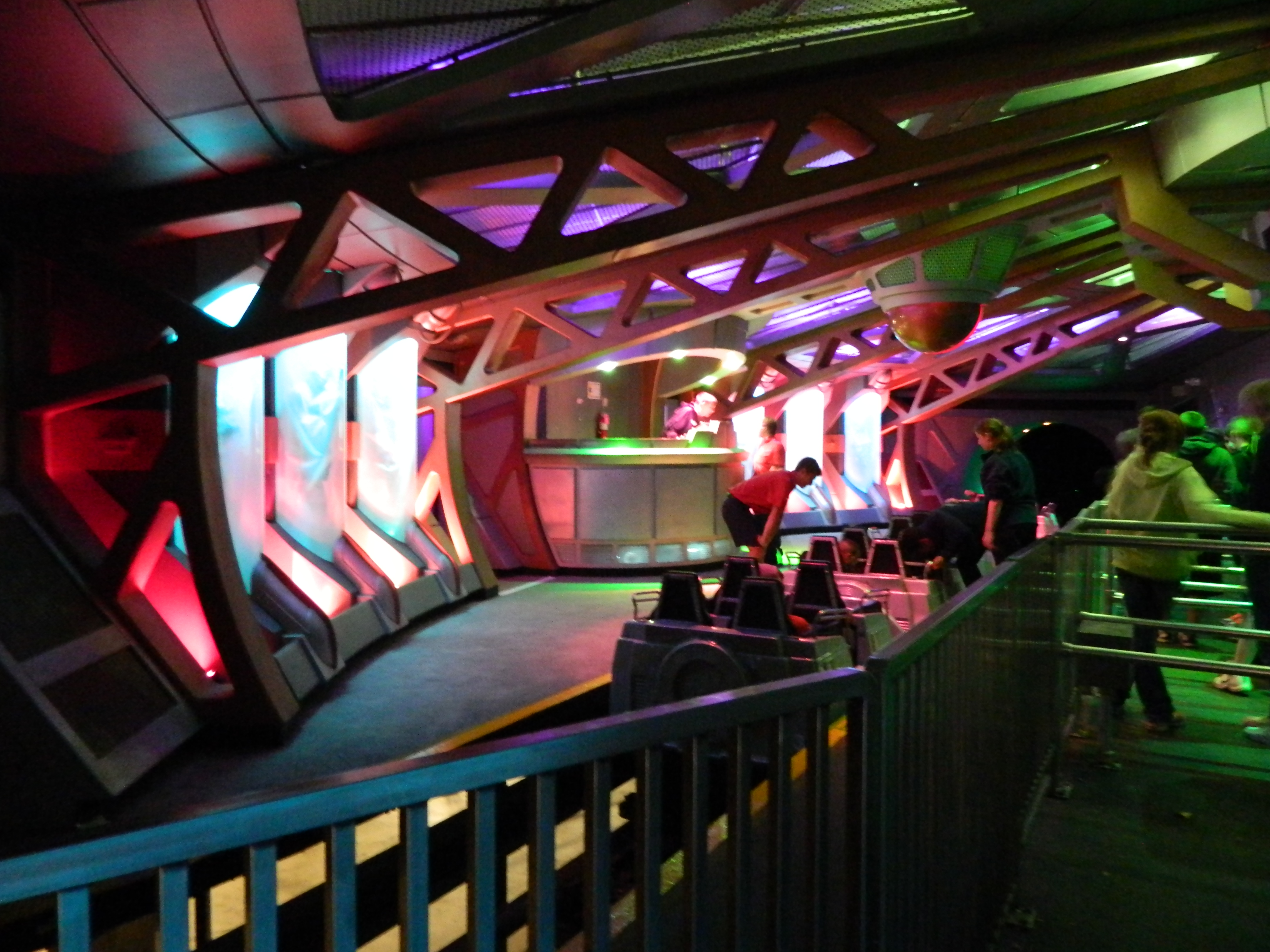
Station der Bahn in Kings Island

Die Züge der beiden Bahnen werden aus der Station heraus mittels Linearmotoren auf 86,9 km/h beschleunigt. Auf der 824,5 m langen Strecke, die eine Höhe von 22,6 m erreicht, wurden vier Inversionen verbaut: eine Cobra-Roll (die aus zwei Inversionen besteht), einen Sidewinder und einen Korkenzieher.

## Züge
Die Züge der beiden Bahnen waren ursprünglich mit Schulterbügeln ausgestattet. Zur 2001er Saison wurden diese durch Schoßbügel ersetzt. Bei der Anlage in Kings Dominion operieren heute drei Züge, in Kings Island vier Züge, mit jeweils fünf Wagen. In jedem Wagen können vier Personen (zwei Reihen à zwei Personen) Platz nehmen. Die Fahrgäste müssen mindestens 1,37 m groß sein, um mitfahren zu dürfen.